# 711
711 (DCCXI na numeração romana) foi um ano comum do século VIII, do Calendário Juliano, da Era de Cristo, a qual teve início e término na quinta-feira, sob a letra dominical D.
| ano completo                        |
| ----------------------------------- |
| Ano comum com início à quinta-feira |

## Eventos
- Início da islamização da Península Ibérica.
- Forças muçulmanas comandadas pelo berbere Tárique derrotam os visigodos liderados por seu rei Rodrigo, na batalha de Guadalete, pondo fim ao domínio visigodo na Península Ibérica.

## Mortes
- Rodrigo, último rei visigodo da Hispânia (a data da morte não é certa)